# Nomadland
Nomadland är en amerikansk dramafilm från 2020. Filmen är regisserad av Chloé Zhao, som även har skrivit manus. Den är baserad på boken med samma namn av Jessica Bruder.
Nomadland har bland annat blivit hyllad för sin regi, manus, klippning och skådespel, särskilt av Frances McDormand. Filmen var den film med tredje högsta betyget på Metacritic år 2020. På Oscarsgalan 2021 vann filmen i kategorin Bästa film, samt i kategorierna Bästa regi för Zhao och Bästa kvinnliga huvudroll för McDormand, med filmens sex nomineringar. Filmen har även vunnit Bästa film – Drama och Bästa regi på Golden Globe-galan 2021.
Filmen hade premiär i Sverige den 26 mars 2021, utgiven av Walt Disney Pictures.

## Rollista (i urval)
| - Frances McDormand – Fern - David Strathairn – Dave - Linda May – Linda May - Charlene Swankie – Swankie - Bob Wells – Bob Wells - Gay DeForest – Gay - Patricia Grier – Patty - Angela Reyes – Angela - Carl R. Hughes – Carl | - Douglas G. Soul – Doug - Ryan Aquino – Ryan - Teresa Buchanan – Teresa - Karie Lynn McDermott Wilder – Karie - Brandy Wilber – Brandy - Makenzie Etcheverry – Makenzie - Annette Webb – Annette - Rachel Bannon – Rachel - Bryce Bedsworth – Bryce |